# Ustawa o prawach konsumenta
Ustawa z dnia 30 maja 2014 r. o prawach konsumenta – ustawa uchwalona przez Sejm, regulująca kwestie prawne związane z prawami konsumenta i obowiązki przedsiębiorcy w stosunku do niego. Uchwalenie ustawy wynikało z konieczności dostosowania ustawodawstwa polskiego do uregulowań prawa unijnego.
Konsument nie może zrzec się praw przyznanych mu w ustawie. Postanowienia umów mniej korzystne dla konsumenta niż postanowienia ustawy są nieważne, a w ich miejsce stosuje się przepisy ustawy.

## Przedmiot regulacji
Ustawa określa:
- obowiązki przedsiębiorcy zawierającego umowę z konsumentem
- zasady i tryb zawierania z konsumentem umowy na odległość (np. handel elektroniczny) i poza lokalem przedsiębiorstwa (np. sprzedaż towaru przez akwizytora)
- zasady i tryb wykonania przysługującego konsumentowi prawa odstąpienia od umowy zawartej na odległość lub poza lokalem przedsiębiorstwa
- zasady i tryb zawierania z konsumentem umowy na odległość dotyczącej usług finansowych
- zasady i tryb wykonania praw konsumenta będącego stroną umowy zobowiązującej do przeniesienia własności towaru na niego
- zasady i tryb wykonania praw konsumenta będącego stroną umowy o dostarczanie treści cyfrowej lub usługi cyfrowej.

Ustawa zawiera 2 załączniki:
- wzór pouczenia o odstąpieniu od umowy zawartej na odległość lub poza lokalem przedsiębiorstwa
- wzór formularza odstąpienia od umowy zawartej na odległość lub poza lokalem przedsiębiorstwa.

## Wprowadzone zmiany
Ustawa wprowadziła m.in. następujące zmiany (niektóre później zostały wycofane):
- wydłużyła termin złożenia oświadczenia o odstąpieniu od umowy[1] zawartej na odległość lub poza lokalem przedsiębiorstwa z 10 do 14 dni[2]
- rozszerzyła katalog obowiązków informacyjnych ciążących na przedsiębiorcy w stosunku do konsumenta
- zmieniła kodeksową definicję konsumenta[3]; konsumentem jest osoba fizyczna dokonująca z przedsiębiorcą czynności prawnej niezwiązanej bezpośrednio z jej działalnością gospodarczą lub zawodową
- przywróciła stosowanie rękojmi za wady rzeczy sprzedanej w stosunku do umów dotyczących rzeczy ruchomych zawieranych przez konsumenta[4]
- przedłużyła okres rękojmi za wady fizyczne z roku do 2 lat, a w przypadku nieruchomości[5] – z 3 do 5 lat, od dnia wydania rzeczy
- zdefiniowała wadę fizyczną jako niezgodność rzeczy z umową
- przedłużyła okres gwarancji z roku do 2 lat, jeżeli gwarant nie wskazał innego terminu w oświadczeniu gwarancyjnym
- wprowadziła do Kodeksu cywilnego instytucję roszczenia sprzedawcy w stosunku do poprzednich sprzedawców w związku z wadliwością rzeczy sprzedanej[6].

Ustawa uchyliła:
- ustawę z dnia 2 marca 2000 r. o ochronie niektórych praw konsumentów oraz o odpowiedzialności za szkodę wyrządzoną przez produkt niebezpieczny (Dz.U. z 2012 r. poz. 1225)[7]
- ustawę z dnia 27 lipca 2002 r. o szczególnych warunkach sprzedaży konsumenckiej oraz o zmianie Kodeksu cywilnego (Dz.U. z 2002 r. nr 141, poz. 1176, z późn. zm.)[8].

## Nowelizacje
Ustawę znowelizowano 12 razy. Ostatnia zmiana weszła w życie w 2024 roku.